# Distrito Histórico de Midtown Woodward
El Distrito Histórico de Midtown Woodward es un distrito histórico ubicado a lo largo de la avenida Woodward en Detroit (Estados Unidos). Las estructuras en el distrito están ubicadas entre 2951 y 3424 la avenida Woodward, e incluyen estructuras en la esquina de Charlotte Street (14 Charlotte Street) y Peterboro Street (10 y 25 Peterboro Street). El distrito fue admitido en el Registro Nacional de Lugares Históricos en 2008.

## Estructuras
El distrito abarca dos cuadras a lo largo de la avenida Woodward en Midtown Detroit. Las estructuras significativas en el distrito incluyen una serie de edificios diseñados por arquitectos.

### Hotel Addison
El Addison Hotel, actualmente conocido como Addison Apartments, está ubicado en 14 Charlotte. La estructura, diseñada por Albert Kahn, fue construida en 1905 y originalmente contaba con 50 apartamentos de lujo que luego se cambiaron en la década de 1920 para albergar 113 habitaciones de hotel. El hotel originalmente tenía un gran ático abierto que se usaba para apostar y servir licores durante la Prohibición, así como un túnel oculto que conducía a tres tiendas adyacentes en la avenida Woodward que los propietarios del hotel usaban como túnel de escape durante la Prohibición. La estructura se está restaurando actualmente para ofrecer 40 apartamentos.

### Teatro de Bellas Artes
El Teatro de Bellas Artes está ubicado en 2952 Woodward. El teatro, con 582 asientos, fue diseñado por C. Howard Crane. Se inauguró en 1914 como Addison y cerró en 1980.

### Crystal Ballroom
El Crystal Ballroom está ubicado en 3100 Woodward; el edificio se conoce actualmente como Crystal Lofts y el inquilino actual de la planta baja es Zacarro's Market. El salón de baile fue construido en 1919. La fachada del edificio original se modificó (probablemente en 1936 cuando se amplió la avenida Woodward) para agregar los elementos de estilo art déco aparentes en el frente. En 2005, el edificio fue remodelado con locales comerciales en la planta baja y 16 unidades residenciales arriba en el segundo piso.

### Imprenta Kahn
Albert Kahn diseñó esta estructura en 3408-3414 la avenida Woodward en 1912; fue construido en 1919 como imprenta. Después de permanecer vacante durante décadas, se ha remodelado para convertirlo en un espacio comercial.

### Teatro Bonstelle
El Teatro Bonstelle de la Universidad Estatal de Wayne está ubicado en 3424 Woodward en el extremo norte del distrito; originalmente era el Templo Beth El. A principios del siglo XX, el rabino Leo M. Franklin del Templo Beth El de Detroit lideró el impulso para la construcción de un nuevo templo. Contrató al arquitecto Albert Kahn, miembro de la congregación, para diseñar el edificio. La inauguración comenzó el 25 de noviembre de 1901 y la piedra angular ceremonial se colocó el 23 de abril de 1902. Los primeros servicios se llevaron a cabo en la capilla el 24 de enero de 1903 y la dedicación formal se llevó a cabo el 18 y 19 de septiembre del mismo año.

## Galería

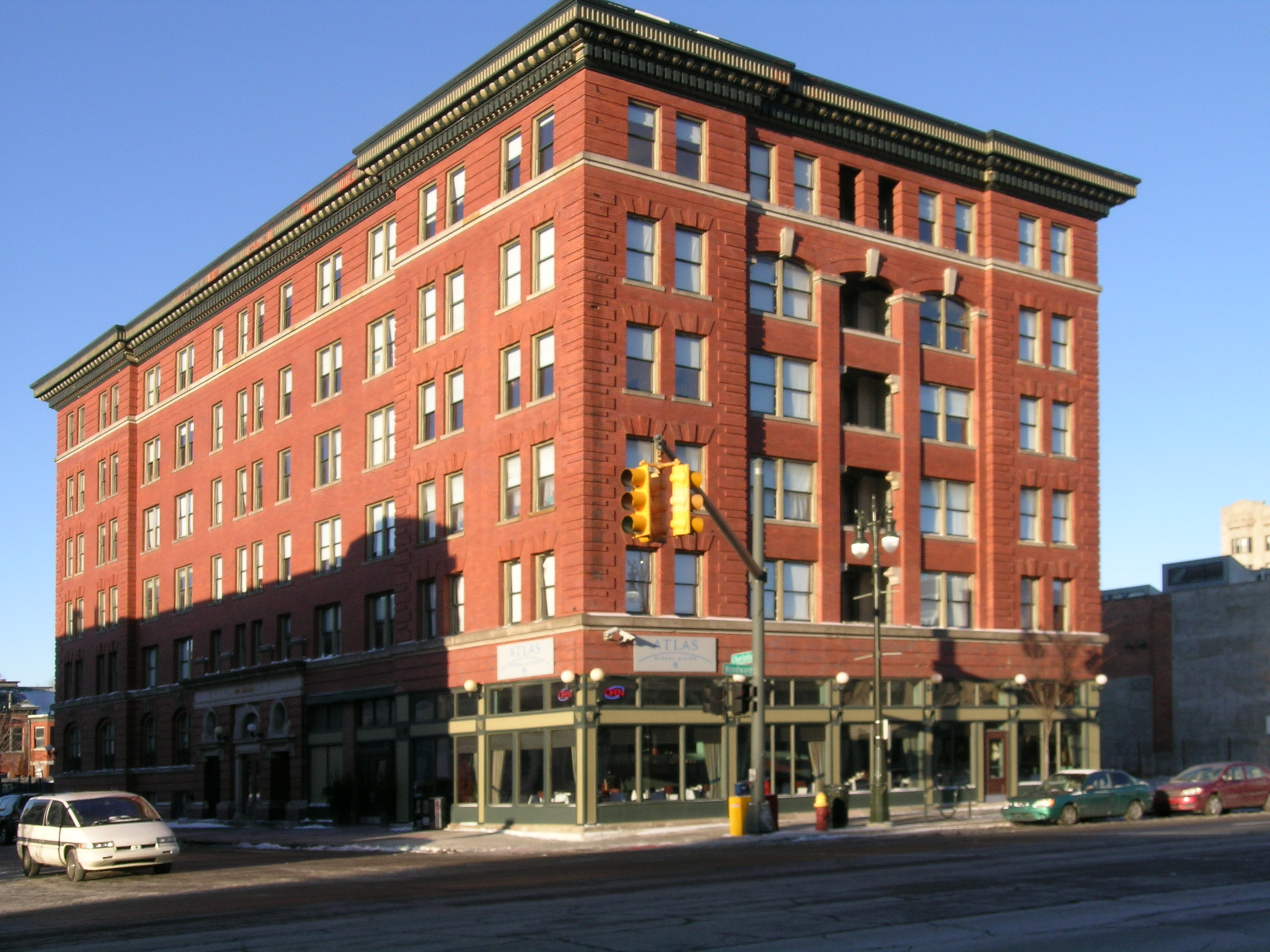
Hotel Addison
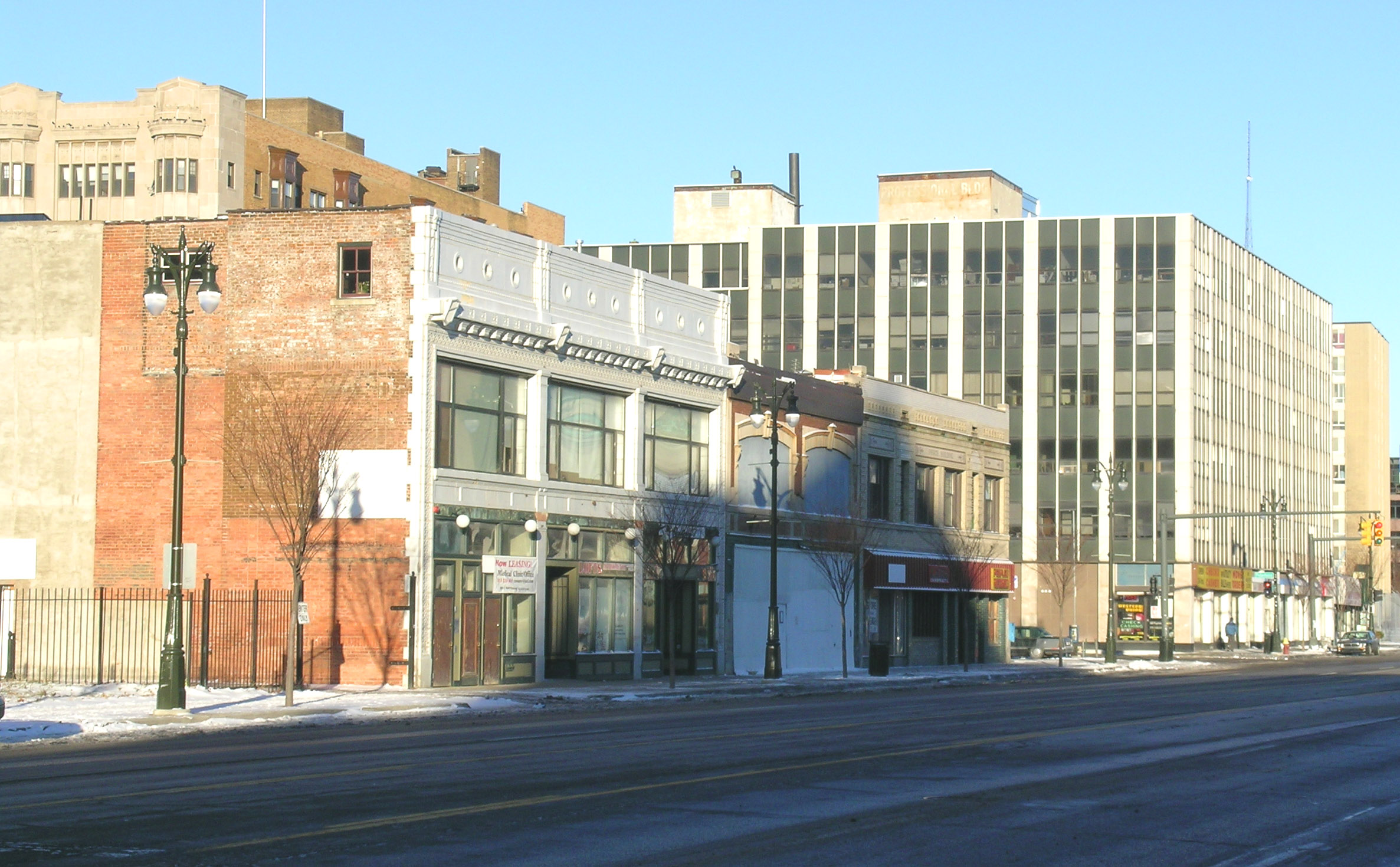
Lado oeste de Woodward
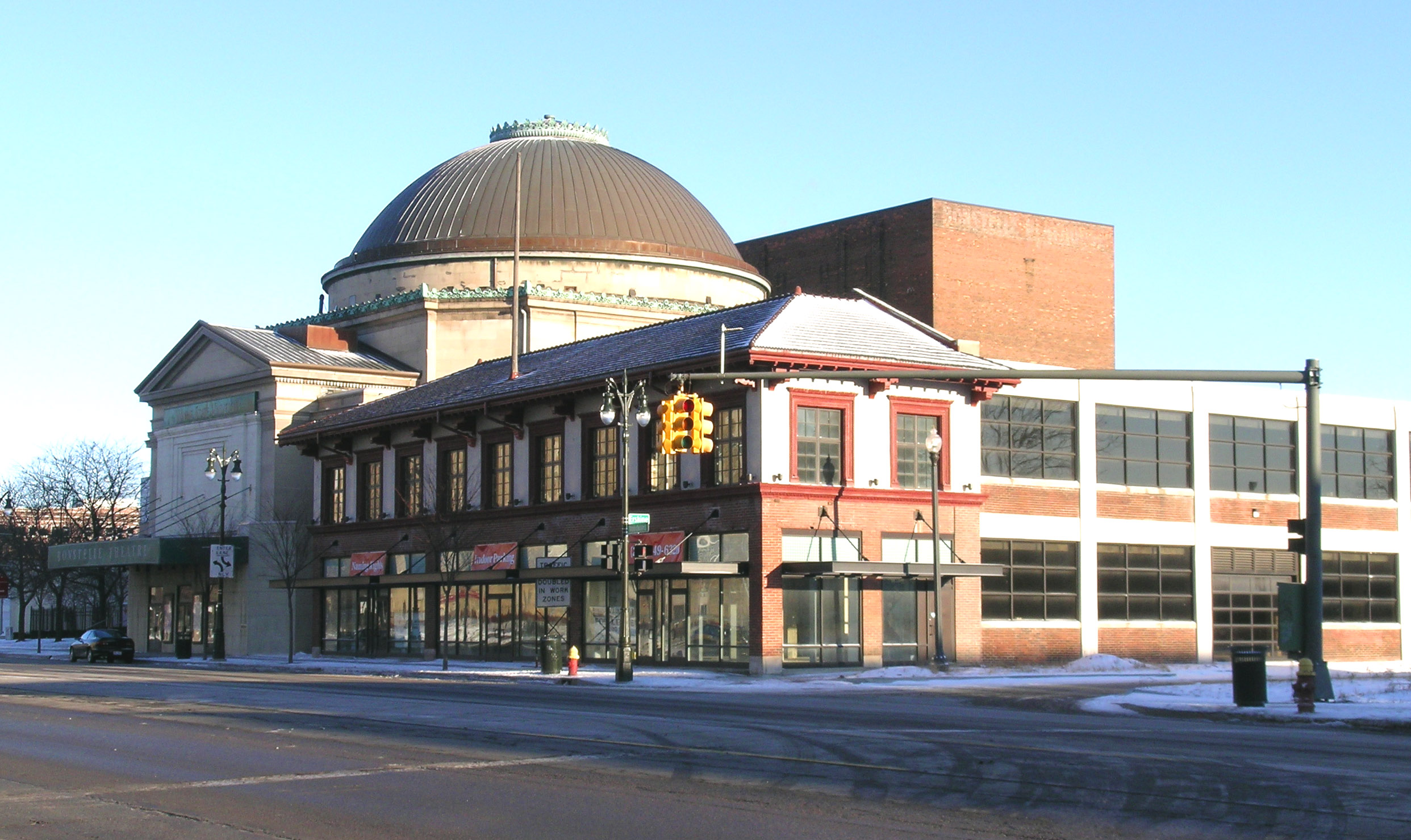
Lado este de Woodward (Temple Beth El y Kahn Print Shop)
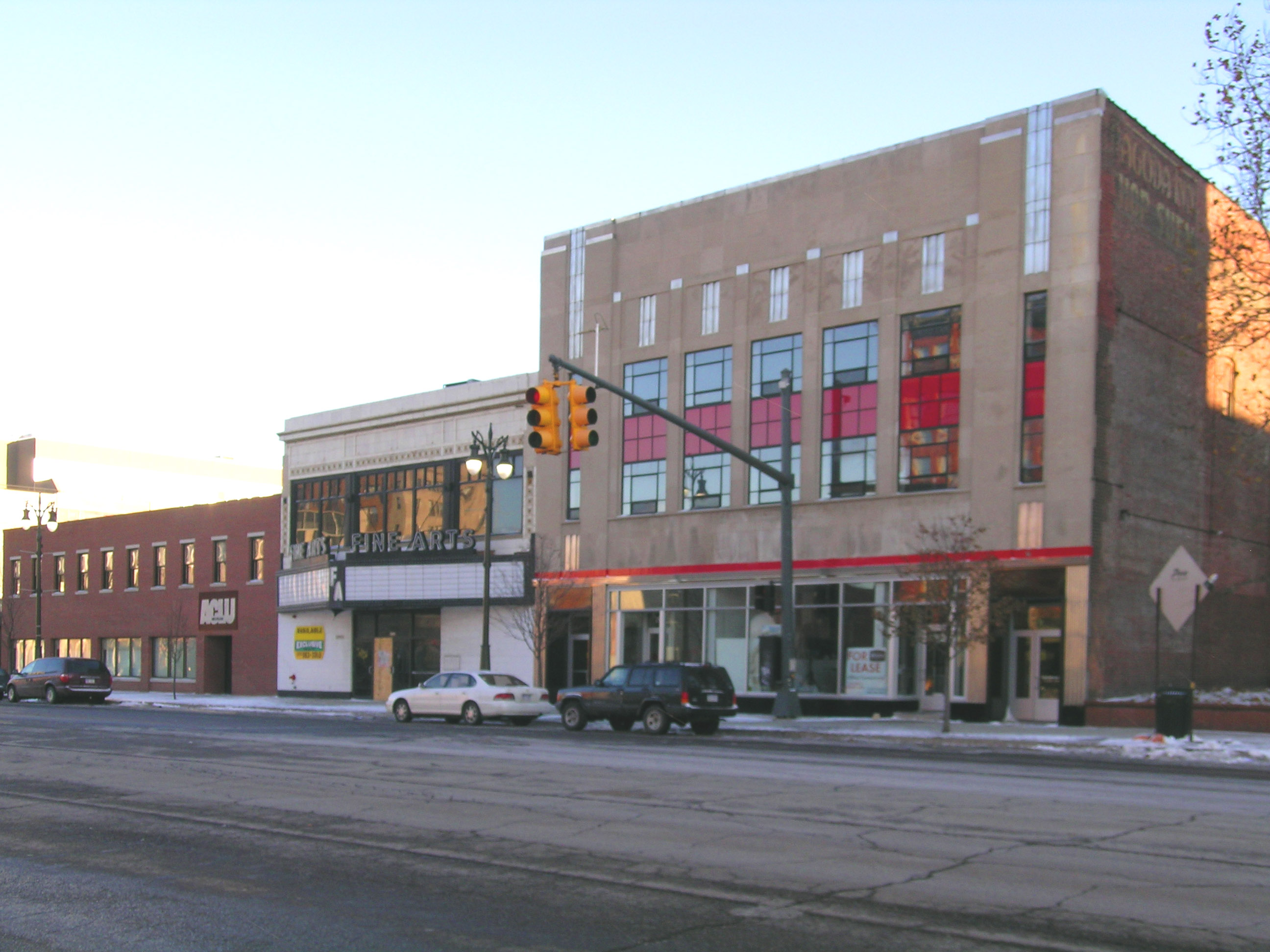
Lado este de Woodward (el Teatro de Bellas Artes está en el centro)